# Tionesta
Tionesta är administrativ huvudort i Forest County i delstaten Pennsylvania. Enligt 2010 års folkräkning hade Tionesta 483 invånare.